# Зееман, Карл
Карл Зееман (нем. Carl Seemann; 8 мая 1910, Бремен, Германия — 26 ноября 1983, Фрайбург-им-Брайгсау, Германия) — немецкий пианист.

## Биография
Начинал свою исполнительскую карьеру как органист, с обучения в Лейпциге у кантора Школы Святого Фомы Гюнтера Рамина. Работал органистом во Фленсбурге и Фердене. С 1935 года перешёл на фортепиано. Концертировал и записывался как солист (преимущественно с произведениями Иоганна Себастьяна Баха и Вольфганга Амадея Моцарта) и в дуэте со скрипачом Вольфгангом Шнайдерханом. Выступал также в составе фортепианного трио, со скрипачом Вильфридом Ханке и виолончелистом Атисом Тейхманисом. Преподавал в Киле и Страсбурге, с 1964 года профессор (в 1964—1974 годах ректор) Фрайбургской Высшей школы музыки (среди его учеников, в частности, Фани Зольтер, Геррит Циттербарт, Джеймс Эвери).